# BinckBank
BinckBank was een tot 2019 beursgenoteerde Nederlandse online beleggersbank met in 2018 een geadministreerd vermogen van ongeveer 24 miljard euro. BinckBank heeft zichzelf in de markt gezet als goedkope beleggersbank op het gebied van transactiekosten en service. Naast online brokerage richt BinckBank zich met een beheerd vermogen van circa 0,9 miljard euro (2018) op vermogensbeheer door het aanbieden van het Alex Vermogensbeheer product. Eind 2018 telde het bedrijf ruim 639.000 vermogens- en beleggingsrekeningen.
Nadat Binck als fintech-bedrijf in 2004 met lage tarieven de markt voor voordelig particulier beleggen open brak, hebben de afgelopen jaren meerdere discount-brokers het levenslicht gezien. De meesten daarvan opereren zonder een bankvergunning en staan onder minder streng toezicht dan Binck, maar hebben wel voor extra concurrentie rondom transactiekosten gezorgd. 
Binck is in 2019 overgenomen door Saxo Bank, dat op 1 juli 2024 de Nederlandse rechtspersoon en bankvergunning heeft opgeheven.

## Geschiedenis
AOT (Amsterdam Option Traders) werd in 1980 opgericht. Dit internationale handelshuis was gespecialiseerd in de handel in aandelen en opties en was een van de eerste handelshuizen die actief waren op de optiebeurs. Na een zeer succesvolle beginperiode, volgde in 1985 een beursnotering aan de Euronext Amsterdam. In de tweede helft van de jaren tachtig nam AOT een aantal hoekmansbedrijven over.
Het bedrijf Binck werd in het jaar 2000 opgericht door vier voormalige medewerkers van broker IMG Holland. Vanaf 19 juni konden institutionele beleggers van zijn Broker diensten gebruikmaken voor de Amsterdamse optiehandel. Verder lanceerde het op 6 oktober van datzelfde jaar zijn website voor particuliere beleggers. AOT was toen al op de achtergrond aanwezig als medefinancier van het bedrijf. Op 10 mei 2004 nam AOT ook de resterende aandelen over van Binck. Het bedrijf AOT was op dat moment al in verval geraakt door het verdwijnen van de fysieke handelsvloer in Amsterdam en een technologische achterstand op de concurrentie. De naam AOT werd gewijzigd in Binck NV.
Het bedrijf heeft de handel voor eigen rekening, de traditionele activiteit van AOT, inmiddels beëindigd en alle kaarten op de BinckBank gezet. Sinds 2 maart 2007 maakte het bedrijf onderdeel uit van de AMX Index (Amsterdam Midkap Index) voor middelgrote ondernemingen op de beurs. In 2016 verhuisde het aandeel naar de AScX Index. Na de overname door de Saxobank in 2019 kent Binck geen beursnotering meer.

### Europese groei
BinckBank is sinds de oprichting uitgegroeid tot de grootste onafhankelijke Nederlandse online bank voor beleggers met een top-5 positie in Europa.
In 2006 werd met de opening van een kantoor in België het startschot gegeven voor een Europese expansie. Sindsdien zijn ook dochterondernemingen van start gegaan in Frankrijk (2008) en Italië (2012). Daarnaast heeft Binck een beleggerscentrum in Spanje dat zich daar richt op Nederlandstalige beleggers. Nederland was in 2016 nog veruit de grootste markt en de activiteiten in België en Frankrijk zijn vergelijkbaar in omzet. Het aandeel van Italië is zeer bescheiden.
In de Benelux is BinckBank marktleider wat betreft online transacties en is het de derde grootste online beleggersbank van Frankrijk.

### Overname Syntel
Op 19 oktober 2006 heeft BinckBank Syntel gekocht, de marktleider in Nederland op het gebied van software voor aandelentransacties en aandelenadministratie voor financiële instellingen. Sindsdien opereren zij onder de nieuwe naam Able. Able is een zelfstandig bedrijf en richt zich op software voor beleggen en sparen. Dit onderdeel zou verkocht worden aan een Franse partij, maar eind 2014 werd bekendgemaakt dat deze verkoop niet doorging. In 2017 werd Able verkocht aan softwarebedrijf Topicus en opereert sindsdien onder de naam Topicus Pension & Wealth.

### Overname Alex
Op 30 oktober 2007 is bekendgemaakt dat BinckBank de grote concurrent Alex overneemt van de Rabobank voor een overnamebedrag van 390 miljoen euro. Onder de merknaam van Alex is er een vermogensbeheertak opgericht. Met computergestuurd vermogensbeheer kunnen cliënten geld laten beleggen. Na een goede start bleken de resultaten erg tegen te vallen, en werd er veel geld weggehaald door beleggers. Op het hoogtepunt had het 2,5 miljard onder beheer in 2013 en in 2018 was dit ruimschoots gehalveerd tot 0,9 miljard euro.
Nadat dit vermogensbeheer voor haar beleggers forse verliezen leed in een stijgende markt, kondigde de VEB in december 2014 aan een onderzoek te starten. In januari 2017 bereikten BinckBank en VEB overeenstemming over de afhandeling van de klachten over de informatievoorziening en de gebrekkige waarschuwingen over de risico's van de beleggingsproducten. BinckBank heeft in totaal 8 miljoen euro aan schadevergoeding uitgekeerd. Eind 2018 maakt BinckBank bekend dat het merknaam Alex zal verdwijnen.

### The Order Machine (TOM)
De bank heeft in 2008 aangekondigd te gaan samenwerken met beurshandelaar Optiver. De meeste klantenorders van de bank zullen volgens plan niet meer op de beurs terechtkomen maar rechtstreeks naar Optiver doorgesluisd worden. De winst op deze transacties zal worden gedeeld tussen BinckBank en Optiver. Het systeem is TOM genaamd, wat staat voor The Order Machine. Op deze monopoliepositie bestaat veel kritiek omdat men vreest dat de andere beurshandelaren uit de markt gedrukt worden en de klant op termijn slechter af is. 
Uiteindelijk is TOM een open effectenbeurs geworden met meerdere aandeelhouders buiten Optiver en Binck. In maart 2017 maken de aandeelhouders bekend te stoppen met TOM, nadat het niet gelukt is een nieuwe strategische partner te vinden.

### Think ETF, BeFrank en Fundcoach
Sinds 2010 heeft BinckBank een belang van 60% in het in 2009 opgerichte Think ETF’s, de eerste Nederlandse aanbieder van Exchange-traded funds (ETF’s), ofwel indextrackers. In november 2010 heeft BinckBank samen met de Delta Lloyd Groep een premiepensioeninstelling, BeFrank, opgericht. Dit is in 2014 in het geheel overgenomen door Delta Lloyd. Kort daarvoor, eind 2013, neemt BinckBank beleggersplatform Fundcoach over van SNS Bank. De belangen in BeFrank en Think ETF worden enkele jaren later weer verkocht.

### Nieuwe strategie en overname Pritle
In november 2015 kondigde het 15-jarige BinckBank een nieuwe strategie aan die tot extra groei moet leiden. BinckBank wil daarbij de bestaande diensten voor particuliere beleggers uitbreiden met nieuwe (vermogens)toepassingen op het gebied van beleggen, sparen en beleggingstransacties. Daarbij wordt onder meer gewerkt aan de lancering van een nieuwe spaarbemiddelingsdienst waarbij spaarders hun spaargeld via BinckBank over meerdere Europese landen kunnen spreiden.
Als onderdeel van de nieuwe strategie wordt in maart 2017 de overname van fintech-startup aangekondigd. De activiteiten van deze online vermogensbeheerder worden voortgezet onder de naam Binck Forward en in juli 2015 wordt ook Binck Pensioen toegevoegd, waarmee met kleine bedragen online kan worden belegd voor een aanvullend pensioen of om eerder te stoppen met werken.

### Overname door Saxo Bank
Medio december 2018 heeft de Deense Saxo Bank een bod gedaan op BinckBank. De Denen boden 6,35 euro (inclusief dividend) per aandeel waarmee de totale overnamesom op 428 miljoen euro uitkomt. Begin maart 2019 verscheen het biedingsbericht en konden aandeelhouders hun stukken aanmelden. Op 31 juli had Saxo Bank 95,14% van de aandelen in handen. Na de overname is het aandeel BinckBank van de Amsterdamse beurs verdwenen. Saxo Bank blijft de merknaam in Nederland en België gebruiken.

## Omzet- en winstgeschiedenis

Binckbank: Omzet en Resultaat 2007-2018

| Jaar | Omzet           | Nettoresultaat |
| ---- | --------------- | -------------- |
| 2007 | € 156,5 miljoen | € 65,2 miljoen |
| 2008 | € 149,0 miljoen | € 33,0 miljoen |
| 2009 | € 186,2 miljoen | € 47,2 miljoen |
| 2010 | € 184,8 miljoen | € 75,2 miljoen |
| 2011 | € 183,6 miljoen | € 65,1 miljoen |
| 2012 | € 157,7 miljoen | € 55,0 miljoen |
| 2013 | € 176,7 miljoen | € 55,2 miljoen |
| 2014 | € 165,7 miljoen | € 57,5 miljoen |
| 2015 | € 170,2 miljoen | € 55,5 miljoen |
| 2016 | € 147,8 miljoen | € 30,5 miljoen |
| 2017 | € 149,0 miljoen | € 34,9 miljoen |
| 2018 | € 142,8 miljoen | € 35,2 miljoen |

## BinckBank Tour
In het voorjaar van 2017 kondigt BinckBank aan in het topwielrennen te stappen. De bank wordt voor vijf jaar de nieuwe naamgever en hoofdsponsor van de BinckBank Tour, de UCI World Tour-wedstrijd door Nederland en België die tot 2016 de Eneco Tour heette. Eind 2018 wordt ook een samenwerking met de E3 Harelbeke aangekondigd en de naam van deze Vlaamse klassieker omgedoopt in E3 BinckBank Classic.